# Keenan Lewis
Keenan Girod Lewis (* 17. Mai 1986 in New Orleans, Louisiana) ist ein ehemaliger US-amerikanischer American-Football-Spieler in der National Football League (NFL). Er spielte für die Pittsburgh Steelers als auch für die New Orleans Saints als Cornerback.

## College
Lewis besuchte die Oregon State University und spielte zwischen 2005 und 2008 für deren Team, die Beavers, College Football.

## NFL

### Pittsburgh Steelers
Beim NFL Draft 2010 wurde er von den Pittsburgh Steelers in der dritten Runde als insgesamt 96. ausgewählt. Kam er in den ersten beiden Saisons nur vergleichsweise selten zum Einsatz, wurde er schließlich zum fixen Bestandteil der Secondary der Steelers.

### New Orleans Saints
Im März 2013 unterschrieb er bei den New Orleans Saints einen Fünfjahresvertrag. Ende November 2015 zog er sich eine Knieverletzung zu und fiel für den Rest der Saison aus.
Am 19. August 2016 wurde der verletzungsgeplagte Lewis von den Saints entlassen.

## Nach der Karriere als Aktiver
Lewis ist aktuell Headcoach der Mannschaft der Landry-Walker High School in New Orleans.